# Ingebjørg Mælandsmo
Ingebjørg Mælandsmo född 21 juli 1898 på gården Nedre Hovdejord i Heddal i Telemark fylke, död 6 mars 1981 i Notodden, var en norsk författare.
Mælandsmo var dotter till Andres Olsen Bøe och hans andra hustru Ingeborg Torgrimsdotter Hovdejord, och var yngst av 12 syskon. 1919 tog hon lärarexamen. Hon debuterade som författare med romanen Malmar i eld 1923.
Hon skrev huvudsakligen på nynorsk men utgav också ett par böcker på bokmål.